# Hjarnø
Hjarnø ist eine ca. 3,21 km² große Insel im Horsens Fjord in Dänemark. Hjarnø hat 108 ansässige Einwohner (1. Januar 2025), von denen die meisten Bauern sind. Hjarnø bildet eine eigene Kirchspielsgemeinde (dän.: Sogn) Hjarnø Sogn, die bis 1970 zur Harde Bjerre Herred im Vejle Amt gehörte. Ab 1970 gehörte sie zur Juelsminde Kommune im erweiterten Vejle Amt und seit der Kommunalreform zum 1. Januar 2007 gehört sie zur Hedensted Kommune in der Region Midtjylland. Hjarnø gehört zum Verband dänischer Kleininseln. Erreichbar ist die Insel über eine Fähre von Snaptun aus. Die Fahrzeit beträgt ca. sieben Minuten.

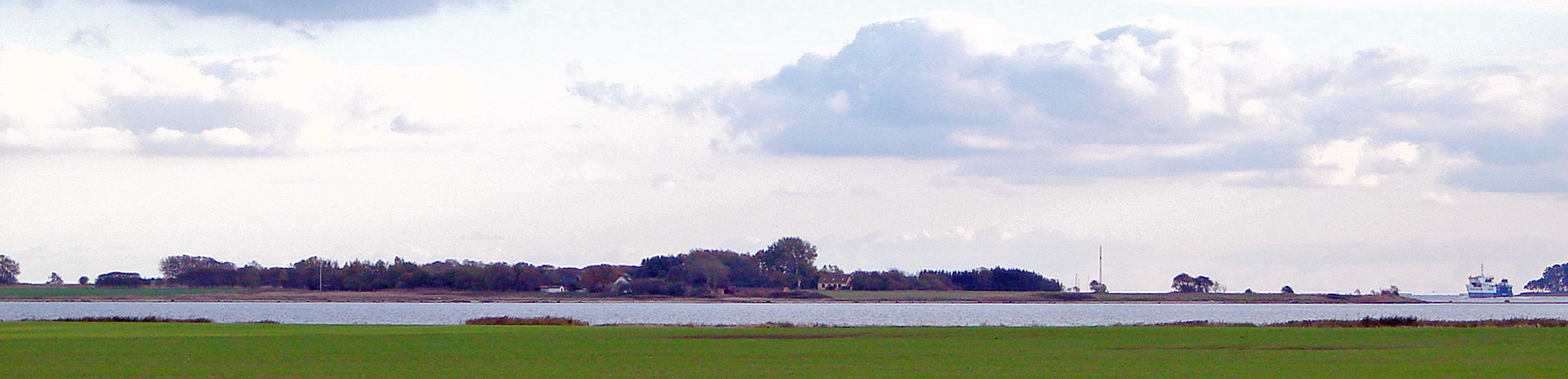
Hjarnø von Alrø gesehen

Die Insel ist benannt nach dem Skalden Hiarne, der der Sage nach im 4. Jahrhundert kurzzeitig König von Dänemark gewesen sein soll, da er das beste Grabgedicht auf den verstorbenen König Frode dichtete.

## Schiffssetzungen

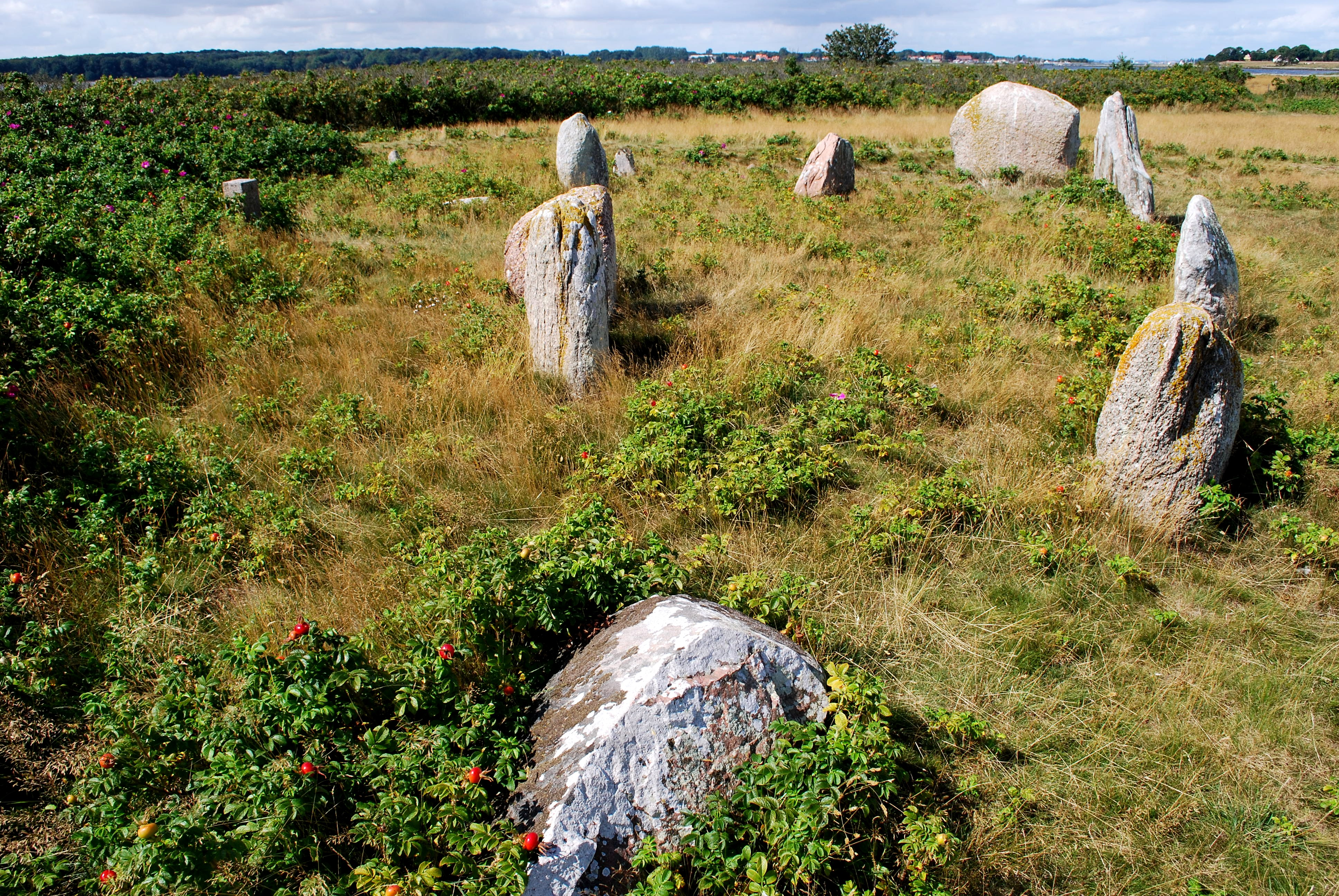
Kalvestenene, die größte Schiffssetzung

Auf der Insel fanden sich bei einer Ausgrabung von 1935 die Reste von zehn Schiffssetzungen (dänisch skibssætning), die zwischen vier und 13 m lang und eisenzeitlich sind. Ole Worm hatte im 17. Jahrhundert auf einer Skizze noch über zwanzig Schiffe und Steinkreise dargestellt.